# 椿實
椿 實（つばき みのる、1925年10月31日 - 2002年3月28日）は東京府出身の小説家。椿 実とも表記。
東京市神田区山本町（現・東京都千代田区外神田）に生まれ、下谷区池之端七軒町（現・台東区池之端）に育つ。生家は医療器械や注射針を製造。
東京府女子師範学校（現・東京学芸大学）付属幼稚園から同校付属小学校に学ぶ。同級に荻昌弘がいた。東京府立第五中学校（現・東京都立小石川中等教育学校）を経て旧制都立高等学校（現・首都大学東京）文科一組に入学。在学中、1946年に吉行淳之介たちと同人誌『葦』を創刊。1947年、東京大学文学部哲学科入学、同年、吉行たちと第14次『新思潮』を創刊し、同誌第2号に発表した「メーゾン・ベルビウ地帯」で柴田錬三郎や三島由紀夫たちに高く評価される。在学中、『群像』『モダン日本』などに作品を発表。『群像』の創作合評で谷崎潤一郎の初期作品と比較されたことがある。吉行淳之介は、当時の椿を「下町のドン・ファン」と形容している。
1950年、東京大学大学院（専攻・宗教学宗教史学）に入学。在学中、『新青年』『群像』などに作品を発表。1957年頃に小説の執筆をほぼ停止。その理由について椿みずからは朝鮮動乱の特需で家業の手伝いが多忙になったためと説明しているが、友人の中井英夫は「実情はいささか違っているようだ。何より椿の作品は当時まだあまりにも新しすぎ、そのペンはまたあまりに鋭く、かつ脆かった」と述べている。また吉行淳之介は「椿實の当時の作品は、昭和初年の新興芸術家をおもわせるところもあるが、腐りやすい部分ははるかに寡く、いま読んでも新鮮である。彼の作品を久しく見ることがないが、職業作家として立ってゆく難しさを痛感させられる。古い言葉だがやはり『運・鈍・根』が必要であり、彼は『鈍』において欠けるところがあった」と回想している。澁澤龍彥からも「反時代的な絢爛たるレトリック」を高く評価され、「埋もれさせておくのは惜しい」と才能を讃えられた。
1953年5月から東京都江東区立深川第六中学校教諭。東京都立城北高等学校、東京都立小松川高等学校などの教諭を経て、東京都立竹早高等学校定時制教頭、東京都立深川商業高等学校校長などを歴任。日本神話の研究家としても知られた。

## 著書
- 『椿實全作品』立風書房、1982年2月。ISBN 4651680046
  - 『メーゾン・ベルビウ地帯　椿實初期作品』幻戯書房、2019年3月。ISBN 978-4864881685　（『全作品』に私家版歌集などを増補した復刊版）
- 『メェゾン・ベルビウの猫』未来工房（八日市）、1997年3月。NCID BB13049364
  - 『メーゾン・ベルビウの猫』幻戯書房、2017年2月。ISBN 978-4864881135　（『メェゾン・ベルビウの猫』の他『全作品』未収録の作品を集成した補遺篇）
- 『椿實詩歌文芸論集』幻戯書房、2019年11月。国立国会図書館書誌ID 030092258